# オートバイ用タイヤ

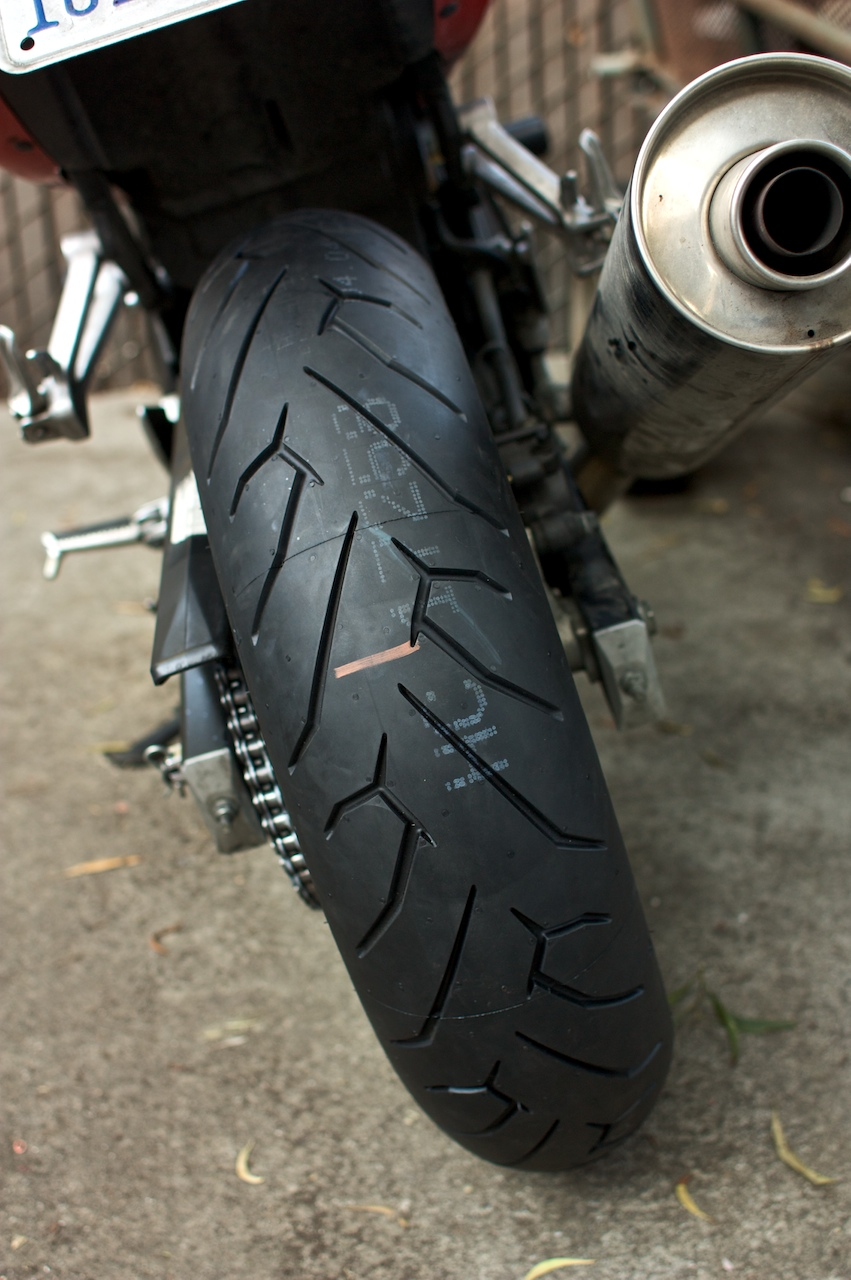
市街地走行向けオートバイ用リアタイヤ

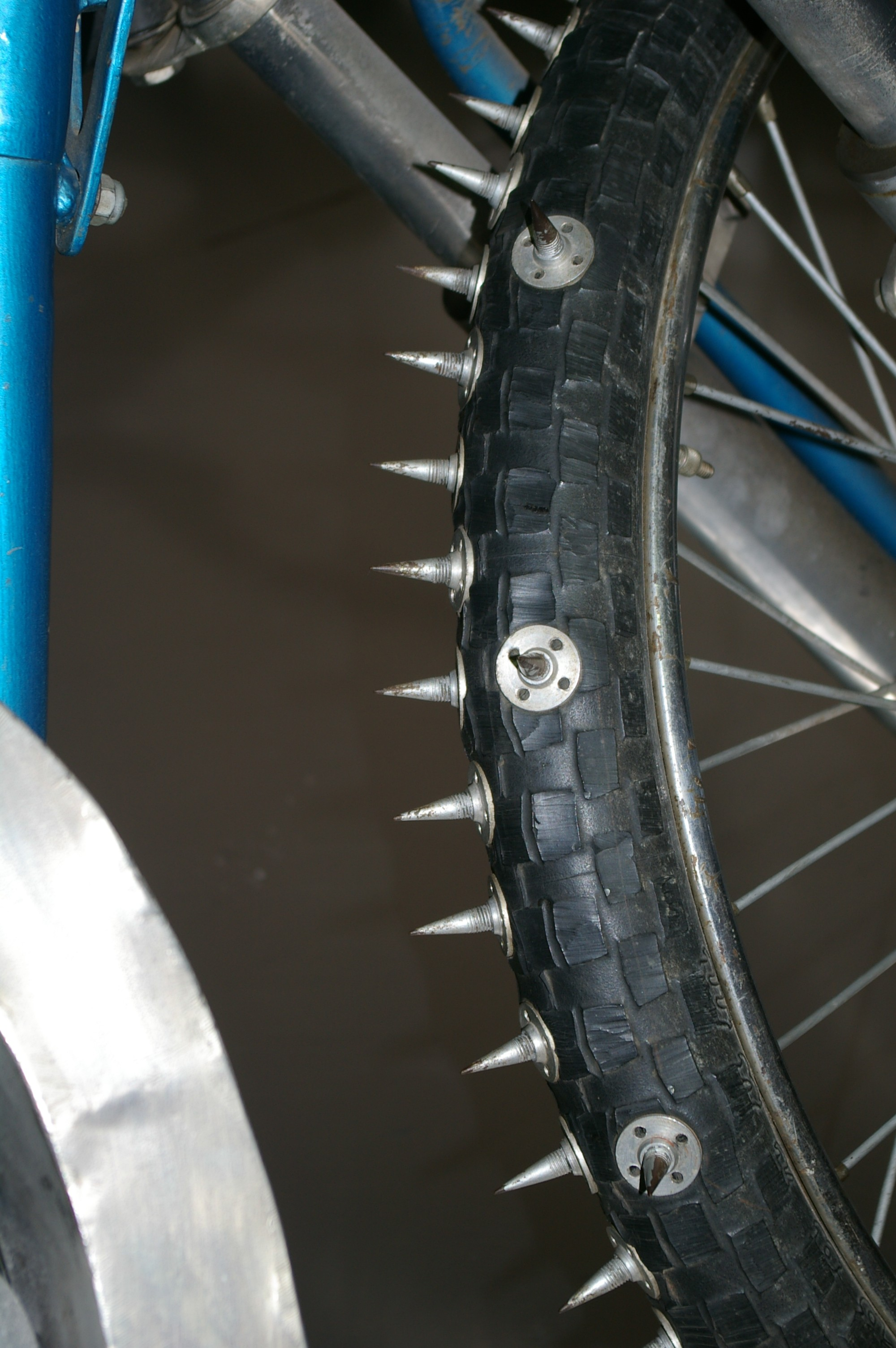
en:Ice speedway競技向けオートバイ用フロントスパイクタイヤ

オートバイ用タイヤ（オートバイようタイヤ、英: Motorcycle tire）とはオートバイに用いられるタイヤを指し、そのオートバイのハンドリング特性（en:Bicycle_and_motorcycle_dynamics）に大きな影響を与える。
オートバイは旋回する際に車体を傾ける必要があることから、自動車用タイヤのトレッド面が偏平なのに対して、オートバイ用タイヤは円に近い断面形状となっている。その結果、オートバイ用タイヤの接地面（en:contact patch）は非常に小さく、名刺1枚分程度とも言われている。非常に小さい接地面積でグリップ性能を発揮させる必要があることから、個々の種類で目的に応じ性格の異なるゴム配合が行われている。
車体を傾斜させる程度や頻度によってトレッド面の摩耗は必ずしも均一ではなく、またその偏りも一様ではない。サイドウォールに近いショルダー部分にほとんど使用されていない領域が帯状に残る場合も多く、これを俗に、運転者の技量不足を示す（実際そうとは限らないが）ものと見なして英語でchicken strips（「臆病者の帯」の意）と呼んだり、日本でもアマリングなどと呼んで揶揄することがある。接地する頻度が高い部分は摩耗により表層には常に新しいトレッドコンパウンドが表出するが、接地する頻度が低い部分は表面が経年硬化している場合があり、このようなタイヤで硬化した部分が接地するほど車体を傾けて旋回するとグリップ力の変化が大きく、転倒する危険性が高い。
エンデューロなどでは、タイヤに空気の代わりにタイヤムース（en:Tire mousse）と呼ばれるドーナツ形の発泡樹脂を装着して、パンクを予防する場合もある。

## 種類
オートバイ用タイヤは用途や車体特性に合わせて様々な種類の製品が販売されている。4輪車用とは異なり、前輪用と後輪用が異なるサイズやトレッドパターンとなっている場合が多い。
パフォーマンスタイヤ（Performance tire）
スポーツタイヤ（Sport tire）とも。高いグリップ性能を持っている一方、寿命が短い場合が多い。トレッドパターンは中央部から斜め後方に向かうV字状のパターンが、ショルダー付近にごく少量浅めに刻まれている場合が多い。レース用に開発されたものもあり、グリップ性能が高ければ高いほど寿命は短くなる傾向がある。中でもスリックタイヤ（Slick tire）およびトラックタイヤ（Track tire）は、舗装されたサーキットでのレース専用のタイヤであり、種類によっては直進時よりもコーナリングの際に接地面積が大きくなるようなトレッド面や三角形の断面形状を持っているものもある。レース専用のタイヤは、公道での使用は法規により禁じられていて、グリップ性能を発揮する温度も高く、一般道路での走行条件ではコンパウンドが暖まらずにタイヤの性能を発揮できない場合が多い。レースシーンにおいては、走行前にタイヤウォーマーで温めて使用される。
スポーツストリートタイヤ（Sport Street tire）
公道走行のうち直線よりもコーナリング走行の比率が多い、よりアグレッシブなライダーのためのタイヤである。このタイヤはあまり長い耐久性を持っていない分、高速コーナリングでのトラクションに優れている。タイヤ表面温度が比較的低くとも良好なグリップ性能を発揮する。その一方で余りにも内部に熱を持ちすぎた場合にはトラクションを失う可能性もある。トレッドパターンは中央部から斜め後方に向かうV字状のパターンが、スポーツツーリングタイヤよりも少なめに刻まれていることが多い。
スポーツツーリングタイヤ（Sport Touring tire）
長い直線の走行、特に長距離のツーリングに適している。スポーツタイヤの中でもどちらかと言えばツーリングタイヤ寄りのもので、直進安定性と耐摩耗性を重視したものである。トレッドパターンはタイヤ中央部から斜め後方に向かってV字状のパターンが比較的多数、深めに刻まれている場合が多い。
ツーリングタイヤ（Touring tire）
比較的固めのゴムを使用して耐摩耗性を重視した設計となっている。また、広範囲の温度や路面条件に対してグリップ力の差が大きくならないように設計されている。トレッドパターンは雨天時の排水性を考慮したグルーブ（縦溝）がタイヤ中央部に刻まれている場合が多く、ショルダー付近のパターンも路面状況が悪い場合を考慮してサイプ（横溝）を織り交ぜた複雑なものが使用されていることも多い。
クルーザー用タイヤ
アメリカン用タイヤとも。オートバイの中では大きく重いクルーザーの車重を支えるため、頑丈なバイアス構造が採用される場合が多い。特にリヤサスペンションが装備されていないリジットフレーム車の場合には、タイヤでの衝撃吸収量を確保するためにサイドウォールの高いタイヤが用いられる場合もある。その一方で、高出力化や高速化が著しい近代的なクルーザー向けに、乗り心地と頑丈さに優れるバイアス構造をベースに、高速性能に優れるラジアル構造のブレーカーコードの概念を採り入れたバイアスベルテッドタイヤも用いられている。
オフロードタイヤ
トレッド面がブロックパターンとなっていて、軟質ダートや泥、砂、グラベルでのグリップが比較的高い一方、舗装路面での性能は比較的低い。モトクロスなどオフロード向けの競技での利用を重視したタイヤは、舗装路でのグリップ性能が低く、寿命が極端に短いだけでなく、公道走行のための認証基準を満たしていない場合が多い。トレッドパターンはオフロードでの性能とオンロードでの性能のどちらを重視するかの度合いによって数種類が用意されている。

スクーター用タイヤ
ビッグスクーターと呼ばれる排気量の大きなスクーター向けのものは、前述のスポーツツーリングやツーリングタイヤといったものに近い性格の製品が多い。
小型スクーター向けのものは高速走行における性能を要求されず、長寿命や低価格を重視した設計となっているものが多い。
ストリートハイグリップタイヤ
一般的にハイグリップタイヤと言えばライフが短いものが多いが、ストリートハイグリップタイヤは街乗りで重要とされる雨天時のグリップ力や制動力を高めながらもロングライフを実現した設計となっている。グリップ、ハンドリング、ライフとトータル性能がバランスよくまとめられている。
ビジネスバイク用タイヤ
長寿命と経済性、低燃費を最も重視した設計が行われることが多く、縦溝を中心としたタイヤパターンのものと、雨天時に舗装されていない道路を走る状況も考慮された亀甲パターンの製品がある。さらに冬季でも業務が可能なようにスノータイヤも製品として用意されている。

## タイヤ表記
オートバイ用タイヤには四輪車用タイヤと同様にタイヤの幅、偏平率、外径のほか、荷重指標（ロードインデックス）と限界速度を示す速度記号（スピードレンジ）がタイヤ記号（en:tire code）として表記されている。
オートバイ用タイヤのサイズ表記にも、自動車用タイヤと同じくインチ表記とメトリック表記が存在し、近年ではメトリック表記のタイヤが増加している。メトリック表記においては、自動車用タイヤの場合にはタイヤ幅表記の下一桁には必ず5が付き、オートバイ用タイヤの場合には下一桁に0が付記されていることで区別が行えるとされる
。ラジアルタイヤやバイアスタイヤの表記法や偏平率、カーカスコード層数（プライレーティング）などの表記は自動車とほぼ同じである。
もっとも一般的な表記は下記の順番で示される。
- 2または3桁の数字：ミリメートル単位でのタイヤの“公称断面幅”を示す。タイヤ両側のショルダーの最も広い部分で測定する。原付等の小型車を中心に四輪車では見られない2桁のものも存在する。
- /：スラッシュ記号。公称断面幅と偏平率の数字を区切る。
- 2または3桁の数字：タイヤの“偏平率”を示す。サイドウォールの高さと公称断面幅の比率がパーセンテージで示される。
- タイヤのカーカスコードの構造を示す為、次のような略字が用いられる。
  - B：バイアスベルテッドタイヤ[注 1]
  - D：ダイアゴナルタイヤ[注 2]
  - R：ラジアルタイヤ
    - もしも省略されていた場合や、-（ハイフン記号）が用いられていた場合、バイアスタイヤであることを示す。
- 2桁の数示：ホイール側のタイヤの内径を示し、同時に装着可能なホイール径も示す。
- 2または3桁の数字：ロードインデックス（LI、耐荷重数値）、下記のテーブルを参照。
- 2か3桁の数字/2つの文字：スピードレーティング（限界速度表記）、下記のテーブルを参照。

| LI | kg    | LI | kg    | LI | kg    | LI | kg    | LI  | kg    |
| -- | ----- | -- | ----- | -- | ----- | -- | ----- | --- | ----- |
| 19 | 77,5  | 36 | 125,0 | 53 | 206   | 70 | 335,0 | 87  | 545,0 |
| 20 | 80,0  | 37 | 128,0 | 54 | 212,0 | 71 | 345,0 | 88  | 560,0 |
| 21 | 82,5  | 38 | 132,0 | 55 | 218,0 | 72 | 355,0 | 89  | 580,0 |
| 22 | 85,0  | 39 | 136,0 | 56 | 224,0 | 73 | 365,0 | 90  | 600,0 |
| 23 | 87,5  | 40 | 140,0 | 57 | 230,0 | 74 | 375,0 | 91  | 615,0 |
| 24 | 90,0  | 41 | 145,0 | 58 | 236,0 | 75 | 387,0 | 92  | 630,0 |
| 25 | 92,0  | 42 | 150,0 | 59 | 243,0 | 76 | 400,0 | 93  | 650,0 |
| 26 | 95,0  | 43 | 155,0 | 60 | 250,0 | 77 | 412,0 | 94  | 670,0 |
| 27 | 97,5  | 44 | 160,0 | 61 | 257,0 | 78 | 425,0 | 95  | 690,0 |
| 28 | 100,0 | 45 | 165,0 | 62 | 265,0 | 79 | 437,0 | 96  | 710,0 |
| 29 | 103,0 | 46 | 170,0 | 63 | 272,0 | 80 | 450,0 | 97  | 730,0 |
| 30 | 106,0 | 47 | 175,0 | 64 | 280,0 | 81 | 462,0 | 98  | 750,0 |
| 31 | 109,0 | 48 | 180,0 | 65 | 290,0 | 82 | 475,0 | 99  | 775,0 |
| 32 | 112,0 | 49 | 185,0 | 66 | 300,0 | 83 | 487,0 | 100 | 800,0 |
| 33 | 115,0 | 50 | 190,0 | 67 | 307,0 | 84 | 500,0 | -   | -     |
| 34 | 118,0 | 51 | 195,0 | 68 | 315,0 | 85 | 510   | -   | -     |
| 35 | 121,0 | 52 | 200,0 | 69 | 325   | 86 | 530,0 | -   | -     |

| レーティング | 速度 （km/h） | 速度 （mph） |
| ------------ | ------------- | ------------ |
| Moped        | 50            | 30           |
| J            | 100           | 62           |
| K            | 110           | 69           |
| L            | 120           | 75           |
| M            | 130           | 81           |
| P （or-）    | 150           | 95           |
| Q            | 160           | 100          |
| R            | 170           | 105          |
| S            | 180           | 113          |
| T            | 190           | 118          |
| U            | 200           | 125          |
| H            | 210           | 130          |
| V            | 240           | 150          |
| W            | 270           | 168          |
| ZR           | 240以上       | 150以上      |

この表記法の例をメトリック表記とインチ表記の両方で示すと次のようになる。
- メトリック表記の例:140/70R18 67V
公称断面140mm、偏平率70%、ラジアルタイヤ、18インチホイール、ロードインデックス67（耐荷重307kg）、限界速度240km/h
- インチ表記の例:3.25-18 4PR 52P
公称断面3.25インチ（約82.5mm）、4プライ（カーカスコード4層）、バイアスタイヤ、18インチホイール、ロードインデックス52（耐荷重200kg）、限界速度150km/h

## 太さと外径
一般に太いタイヤほど接地面が増えるためグリップを失いにくい反面、路面抵抗も増加して燃費が悪化するなど、一般的な自動車と同じように一長一短があるほかに、オートバイ用タイヤ特有の特性として、ジャイロ効果が強くなるので直進安定性が増してバンクからの復元性（引き起こしやすさ）は高くなる反面、バンクさせにくくなる（倒しにくくなる）。
外径は大きいほど路面の凹凸に対する走破性が高い。ジャイロ効果が大きくなるので直進安定性が高くバンクさせにくくなるが、バンクさせた際に旋回力として働くヨーモーメントは強くなる。一方、大径タイヤは車体寸法が大きくなりがちで、タイヤの大きさが車体に占める割合が大きくなるので、手荷物スペースの大きさと取り回し安さを重視する日本国内向けのスクーターでは小径タイヤが採用される。また、郵便や新聞の配達用に特化したビジネスバイクでも小径タイヤを採用して前後の荷台の高さを抑え、たくさんの荷物を積んでも重心が高くなりにくいように設計されている。
オートバイは前後輪のタイヤサイズのバランス次第で特性が大きく異なり、車種ごとにタイヤの太さや外径が設計されていて、前後でタイヤサイズに差があることは珍しくない。例えば、オフロードバイクは前輪の外径が後輪より大きく、スーパースポーツなどでは前輪の方が外径が小さい。一般に前輪よりも後輪の方が太い傾向にあるが、クルーザーは前輪と後輪の太さの差が極端に大きい場合が見られ、ビジネスバイクや小型スクーターは前後のサイズが同一である場合が多い。

## 断面形状
オートバイ用タイヤは断面形状により、車体を傾斜させた際の性質にが変化するように設計された製品もある。一般的なタイヤで広く用いられるシングルクラウン形状はトレッド断面の曲率が一定で円形に近く、車体を傾斜させても接地面積はほとんど変化しない。一方、カーブ走行時の性能を重視した製品には、トレッド断面の形状が2つの曲率で構成されたダブルクラウン（ダブルラジアス）形状が採用されることが多い。ダブルクラウン形状はフロント用として設計された製品に採用される場合が多く、トレッドの中央部分に比べると車体を傾斜させた際に接地する部分の曲率が大きく作られていて、カーブ走行時の接地面積が増えてグリップが高くなるように設計されている。リア用は直進時のトラクション性能も重視されるため、ダブルクラウン形状とせずにシングルクラウン形状とした製品が多い。したがって、同じ銘柄でもフロント用とリア用が異なる断面形状を持っている場合もある。

## 回転方向の指定

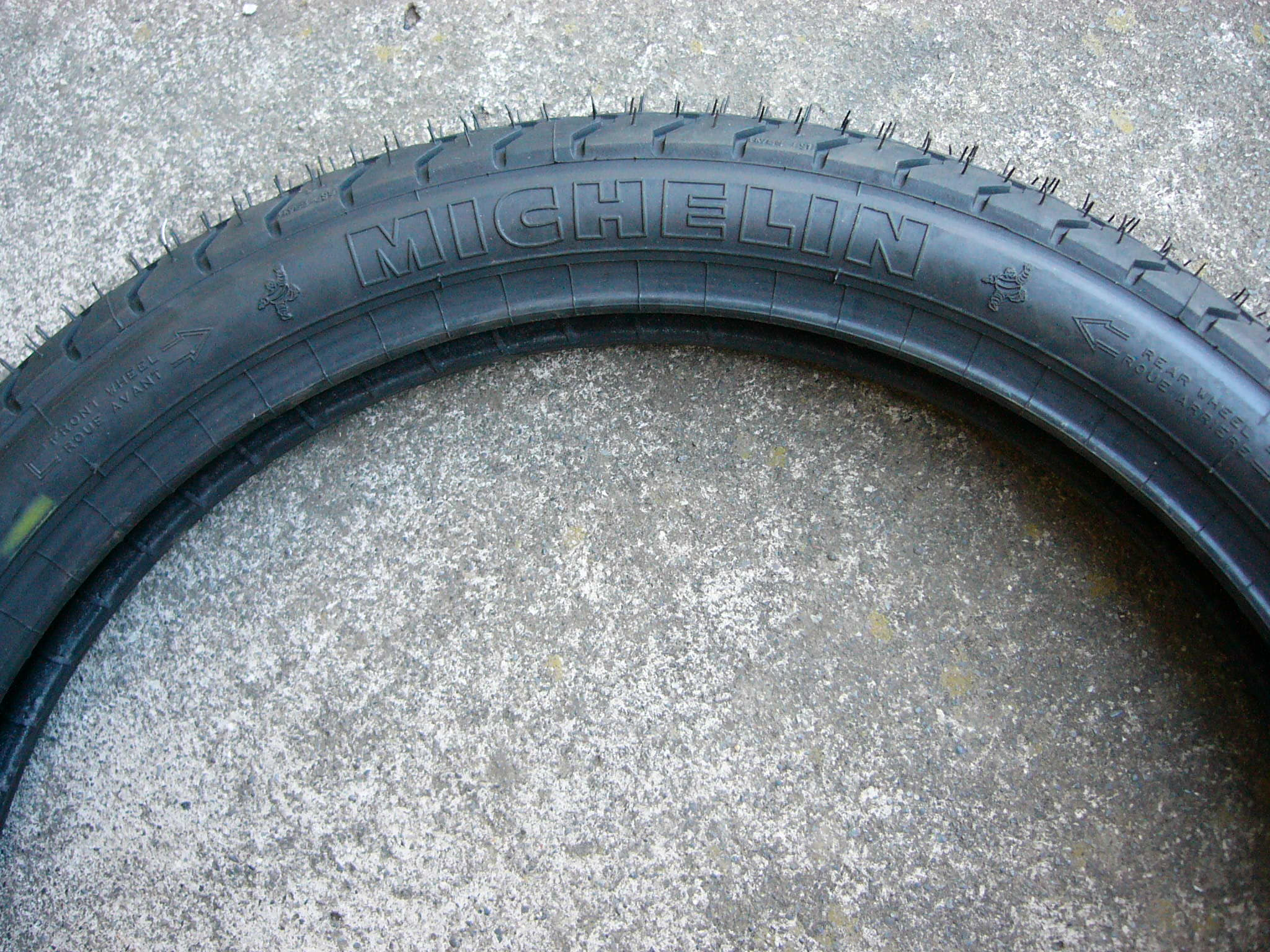
前後共通かつ回転方向指定が異なるタイヤの例(ミシュラン・M62 Gazelle)

フロントとリアで同じものを共用できる銘柄であっても、タイヤの回転（ローテーション）方向をフロントに装着する場合とリアに装着する場合で逆の方向に指定する製品がある。これは、前輪では主に制動時に進行方向と逆向きに強い接線力が加わり、後輪では加速時の駆動力により進行方向に強い接線力が加わる傾向があり、タイヤ（特にカーカス構造）に求められる強度特性が前後で逆向きになるためである。なお、四輪車のタイヤで見られる、装着方向（内側・外側）が指定されているタイヤは二輪車用には存在しない。

## トレッドパターン
オートバイ用タイヤのトレッドパターンはオンロードのパフォーマンスを重視したタイヤ程、よりスリックに近い溝の少ないものになっていくが、公道走行向けタイヤの場合一般的にはウエット路面での排水性を重視してタイヤ中央付近に円周方向の溝（グルーブ）が刻まれ、グルーブの左右に要求性能に応じて斜め方向若しくは横方向の溝が刻まれる。斜め方向の溝は排水性を重視する場合進行方向に対して中央から外側に向けて刻まれる。逆に、排水性能は多少犠牲になるものの偏摩耗を防ぎ耐摩耗性を高めたい場合には進行方向に対して外側から中央に向かって斜めの溝が刻まれる。
実際には排水性能と耐摩耗性の複数の要素を同時に満足する為に、グルーブ左右の溝の方向性は一律ではなく非常に複雑な形状に設計される事が多い。

## タイヤローテーション
オートバイのタイヤは前後で外径・幅共に違うサイズが選定される事が多く、四輪車のようなタイヤローテーションは殆どの場合行えないが、少数ではあるが前後のタイヤサイズが全く同じオートバイも存在しており、このような構造の場合は前後のタイヤのローテーションが行える。また、小径タイヤで路肩に近い部分を走行することが多い小型スクーターでは、路面の水勾配のため右側が偏摩耗することが多く、回転方向を逆向きに付け替えて寿命を延長することがある。ローテーションを行う際には、装着されているオートバイ用タイヤに回転方向指定が元々存在しない場合には単純に前後を入れ替えるだけでよいが、前と後ろで正反対の回転方向指定がされている場合にはタイヤの回転方向を反転させた上で入れ替えをしなければならない。ただし、四輪車の場合と異なり、タイヤのサイズが共通であったとしてもホイール（スポークタイプであれば軸部分）が共通でないかつ左右の装着方向も指定されている場合が一般的なため、ローテーションするにあたってはタイヤ自体をホイールから脱着させる手間が伴う。

## タイヤサイズのカスタマイズ
オートバイのホイールは4輪車のものとは異なり、車体への取付に互換性を持ちながらサイズの異なるホイールを選べる機会が少ないため、容易にサイズを変更することはできない。それでも、場合によってはフロントフォークやフォークブリッジ、スイングアームのような車体側の部品から交換してタイヤサイズを変更する例はある。スポークホイールを履く車種の場合にはリムのみの交換で同一インチ内であればタイヤサイズが変更できるため、比較的容易である。ごく一部にスポークホイールとキャストホイールを交換できる車種もある。